# Щеврик чагарниковий
Щеврик чагарниковий (Anthus caffer) — вид горобцеподібних птахів родини плискових (Motacillidae).

## Поширення
Поширений в Анголі, Ботсвані, Ефіопії, Кенії, Малаві, Мозамбіку, Південній Африці, Свазіленді, Танзанії, Замбії та Зімбабве. Його природне місце проживання — сухі тропічні ліси і сухі савани.